# Disco África
Disco África é uma série de programas exibidos através da RTP África, canal de televisão portuguesa, apresentado por Izilda Mussuela e Filipe Gonçalves.
Criado em 2012, para compor a grelha de programas da emissora, direcionados especificamente para a realidade africana, promovendo a língua, o bem-estar e o desenvolvimento económico.
O conteúdo do Disco África é de intervenções de modo informativo: umas vezes sobre a música africana, outras sobre autores, cantores ou curiosidades sobre este ou aquele tema musical.